# فيليبس سي دي-آي
فيليبس سي دي-آي (بالإنجليزية: Philips CD-i)‏ هو نظام ألعاب فيديو وجهاز سي دي تم تطويره وتسويقه بواسطة فيليبس وأطلق في الأسواق في سنة 1991. بالإضافة إلى ألعاب الفيديو فقد تم إنتاج موسوعات تفاعلية وجولات في المتاحف والتي كانت رائجة قبل وصول الإنترنت للعامة على نطاق واسع. تم بيع مليون وحدة منه.
كان أيضا واحدا من أوائل المنصات التي تقوم بتفعيل ميزات الإنترنت، بما في ذلك الاشتراكات، تصفح الإنترنت، تحميل البريد الإلكتروني، واللعب على الإنترنت. وقد ساعد على ذلك استخدام جهاز مودم إضافي قامت فيليبس بإصداره في عام 1996 مقابل 150 دولار.

## معرض صور

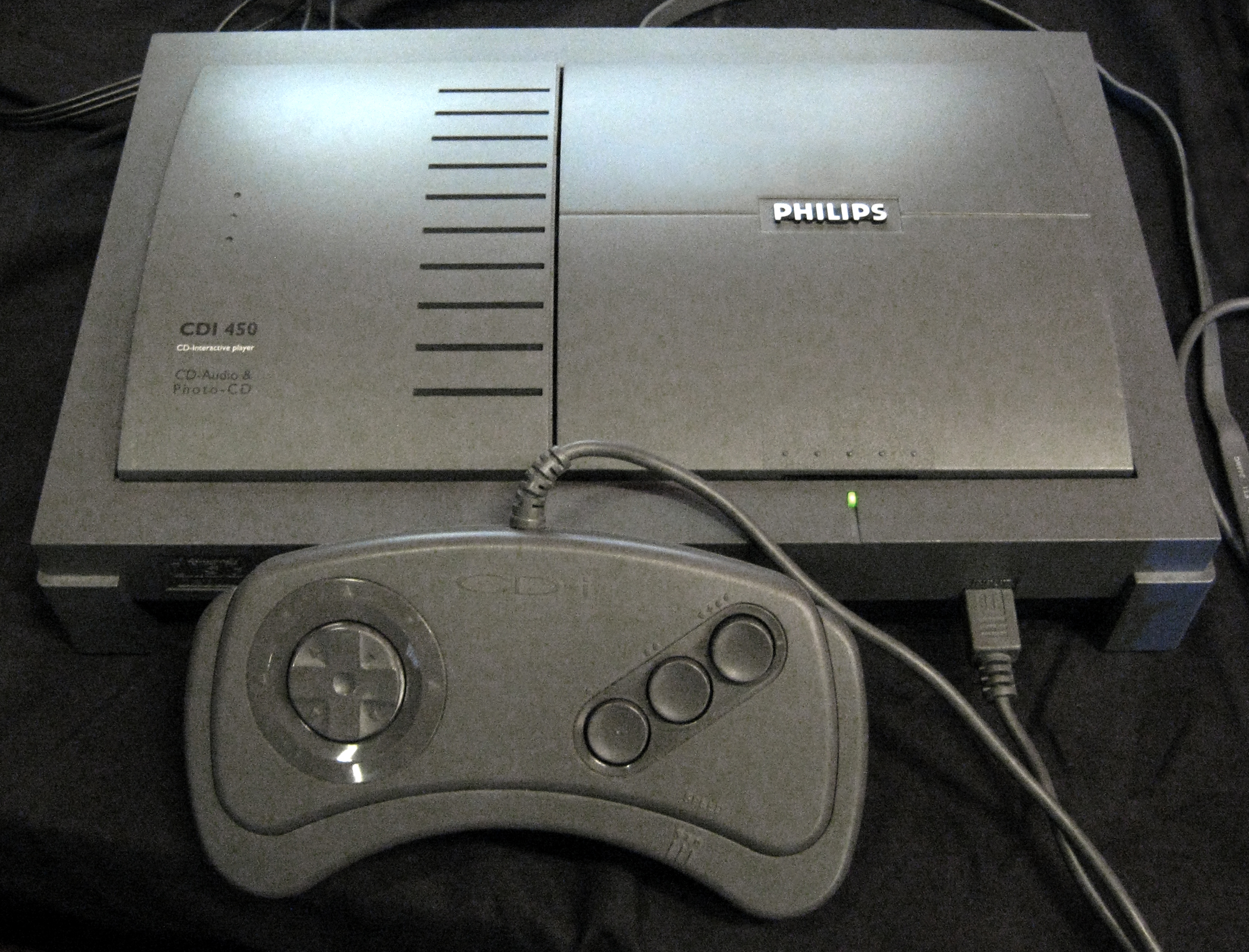
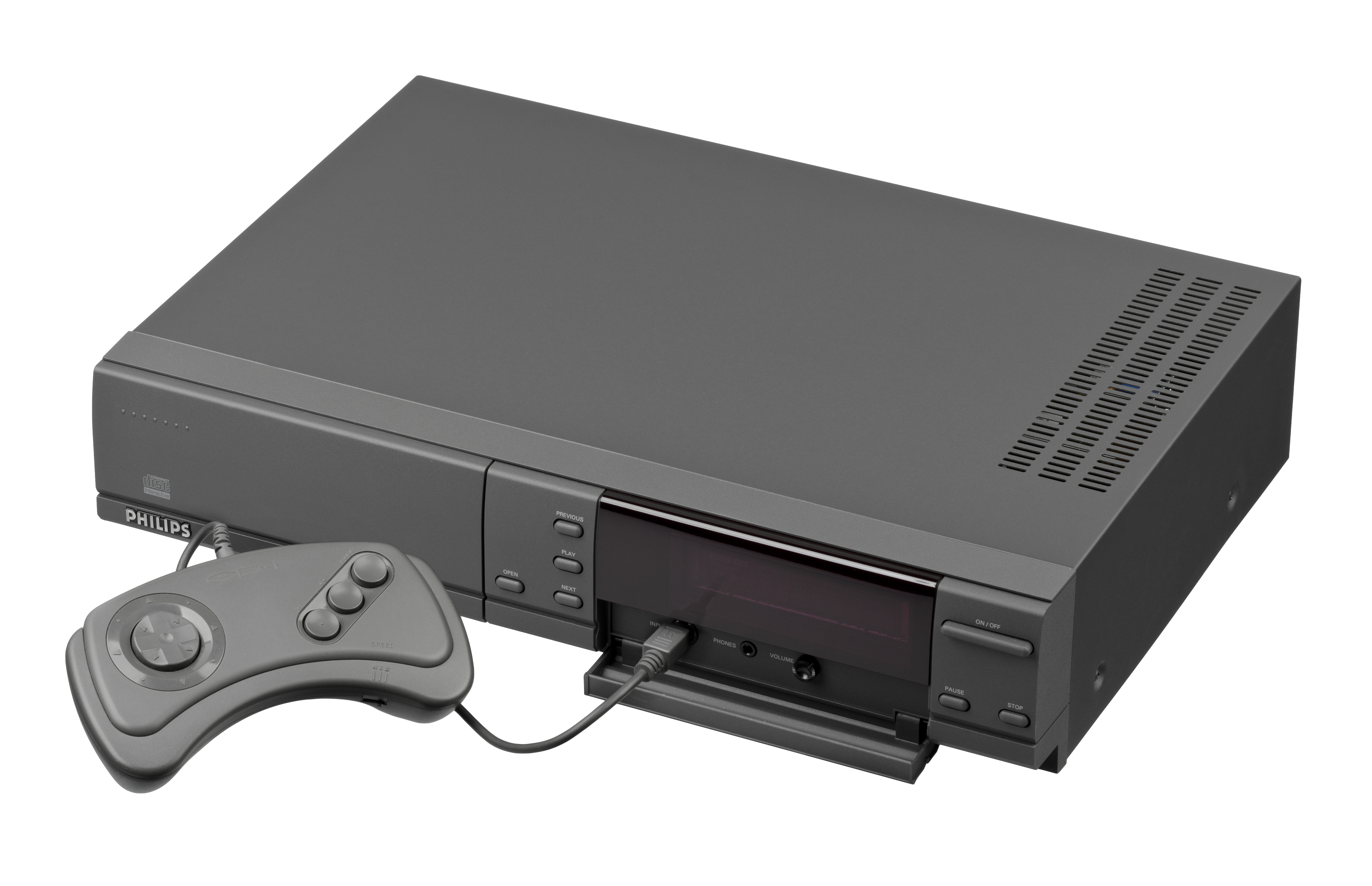
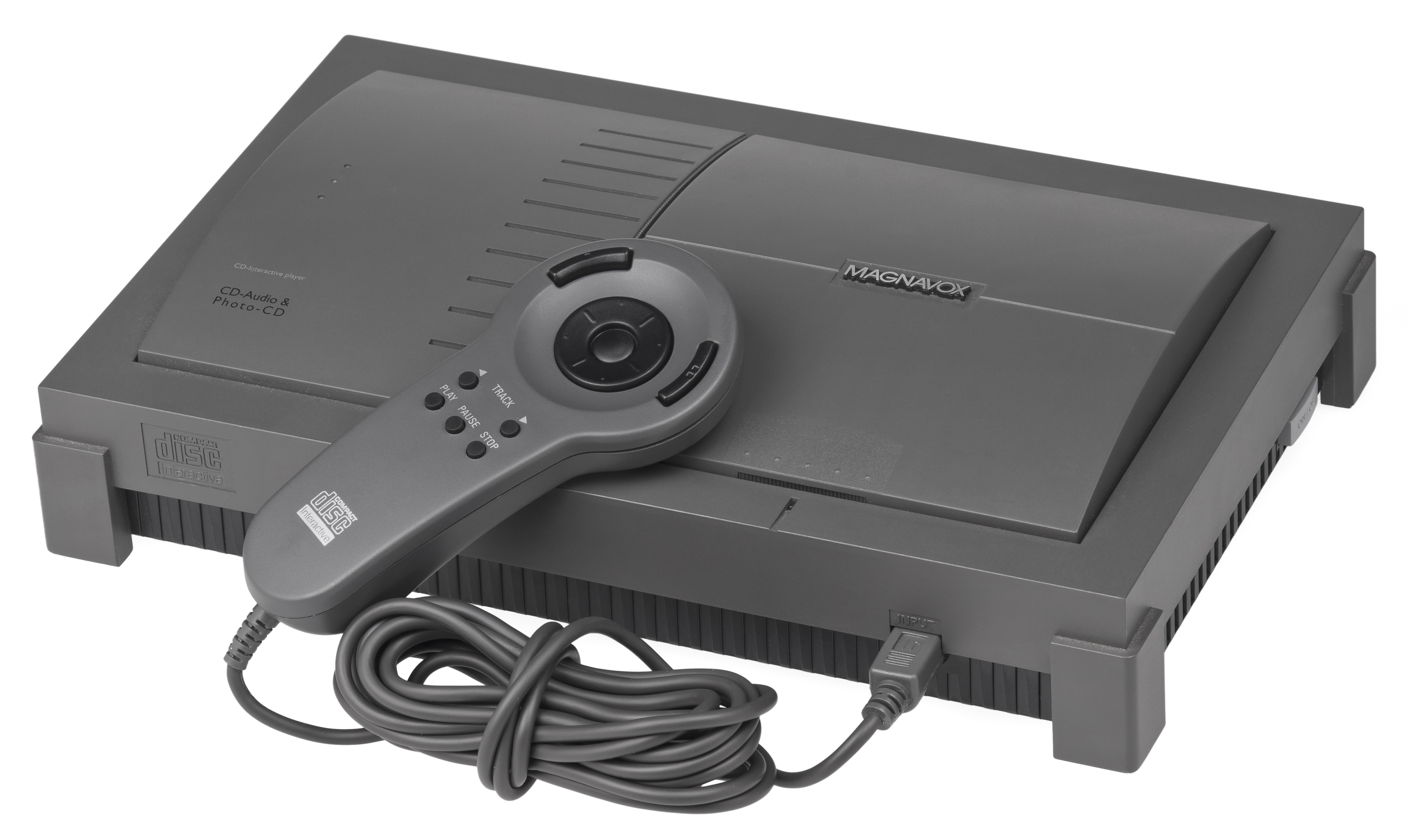